# Ихтиология
Ихтиология (на гръцки: ἰχθύς [ихтю́с], [ихти́с] - риба; на гръцки: λόγος [ло́гос] - знание) е раздел на зоологията, посветен на всестранното изучаване на кръглоустните (на латински: Cyclostomata) и на рибите.
Традиционно значително място в ихтиологията заема изучаването на кръглоустните и рибите със стопанско значение, включително и с цел тяхното изкуствено отглеждане.
За основоположник на ихтиологията се счита шведския учен Петер Артеди.